# 图尔维尔大街

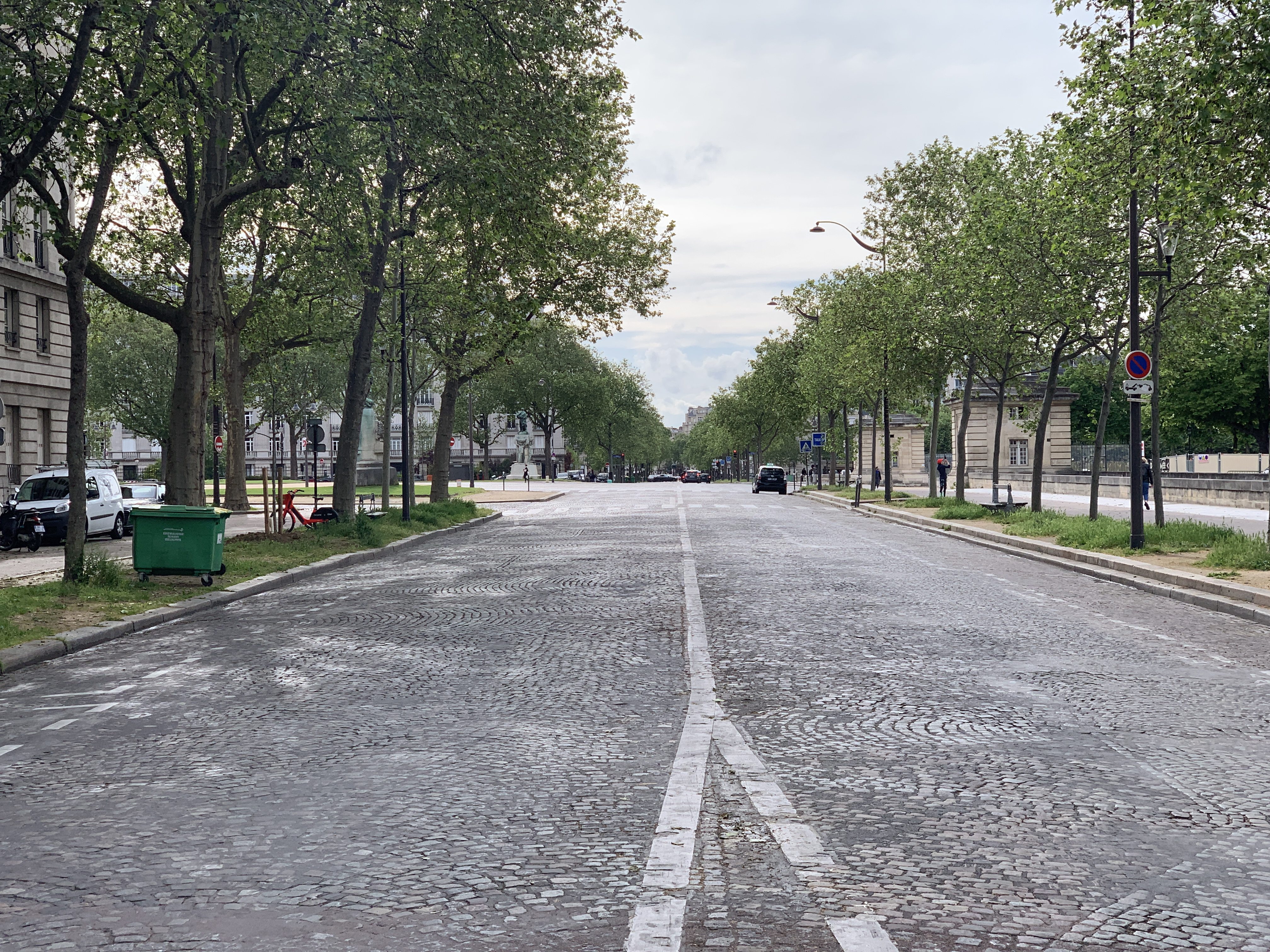
圖爾維爾大街（2021年5月）

图尔维尔大街（Avenue de Tourville）是巴黎第七区的一条街道，东西走向，东面始于荣军院大道8号，西面止于Avenue Duquesne和军校广场（place de l’École-Militaire）3号，长550米，宽35米。 
图尔维尔大街附近的地铁站是军校站（8号线）。

## 名称

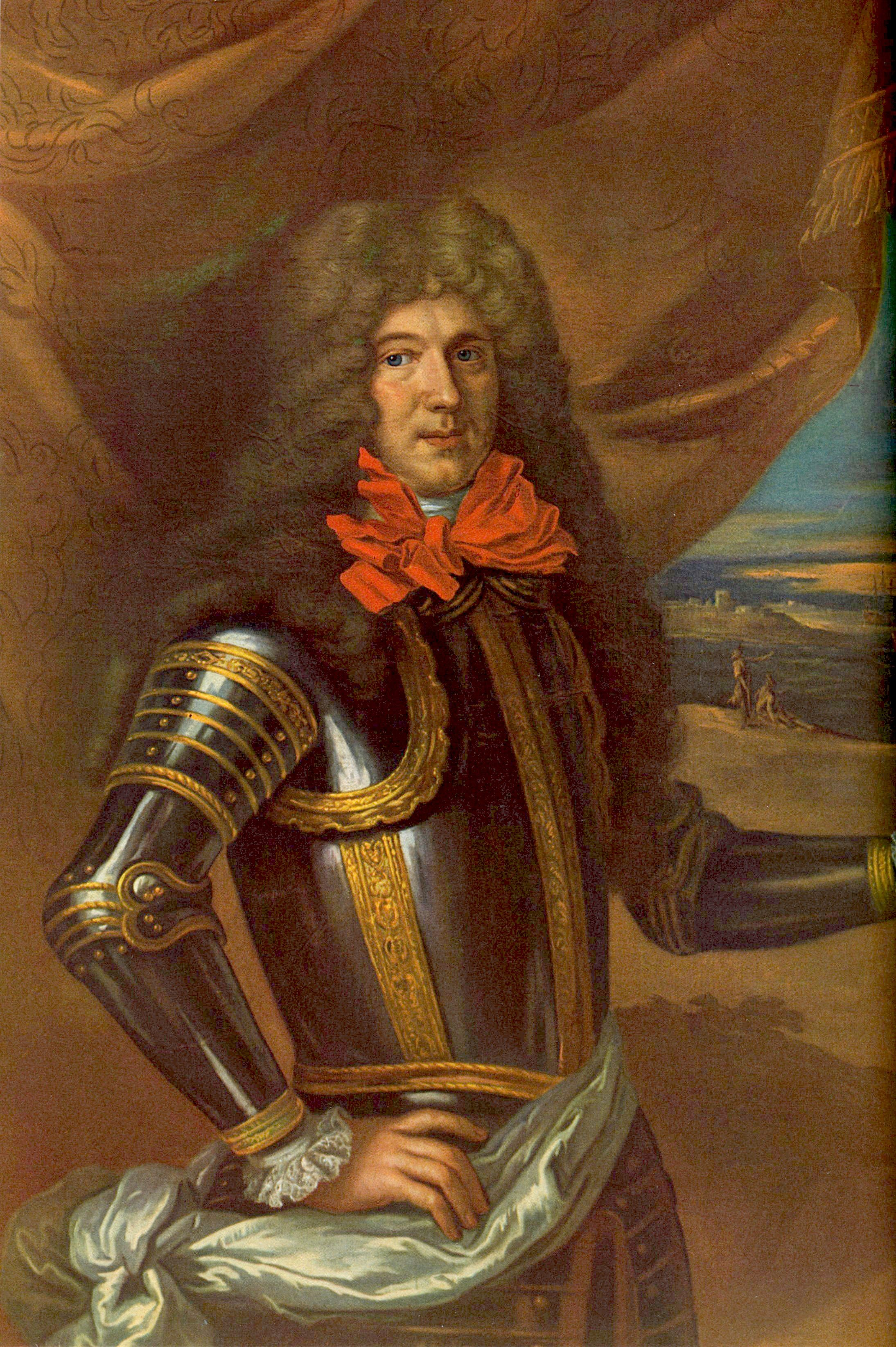

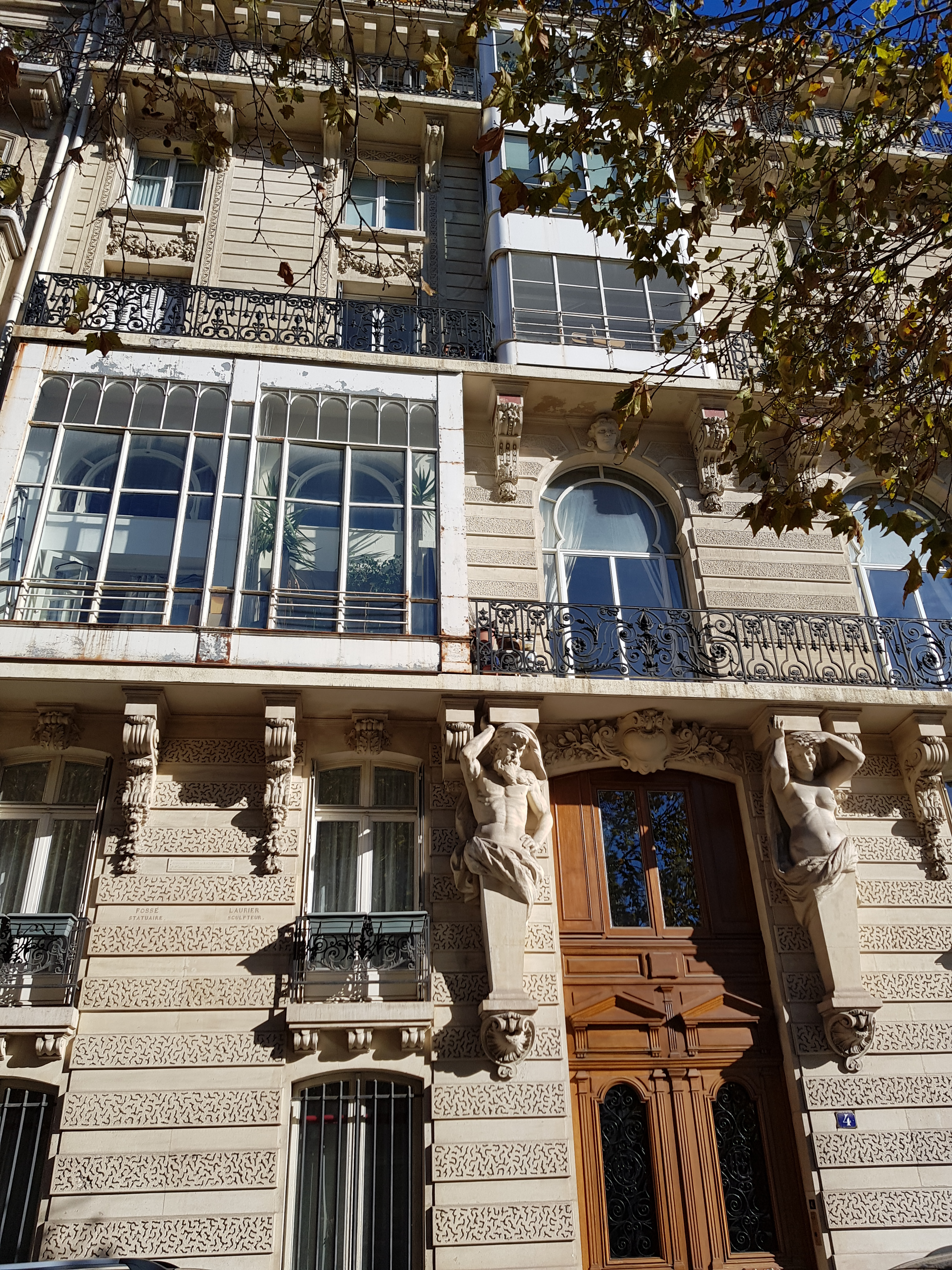
4号

图尔维尔大街得名于图尔维尔将军 (1642-1701)。

## 历史
图尔维尔大街开辟于1680年.

## 建筑
- 4号 [2].